# Черна върба
Черната върба (Salix nigra) е вид растение от семейство Върбови (Salicaceae). Видът е незастрашен от изчезване.

## Разпространение
Видът е разпространен в източната част на Северна Америка, от Ню Брунсуик и южните части на Онтарио до Минесота на запад и до Северна Флорида и Тексас на юг.